# Madonna Benois
Madonna Benois (również Madonna z Dzieciątkiem i kwiatem) – obraz olejny Leonarda da Vinci datowany na lata 1478–1480, znajdujący się  w Ermitażu, w Sankt Petersburgu.

## Historia obrazu
Około 1790 roku obraz kupił generał Aleksander Korsakow. Obraz ten sprzedał za 1400 rubli kupcowi z Astrachania. W 1824 roku obraz przeniesiono z deski na płótno. Wówczas uważano, że autorem dzieła jest Andrea del Verrocchio lub Lorenzo di Credi. W następnych latach właścicielem obrazu był rosyjski architekt i artysta Leontij Benois, po jego śmierci obraz odziedziczyła jego żona. Podczas wystawy Staryje gody w 1908 roku Ernst von Liphart stwierdził, że autorem obrazu jest Leonardo da Vinci. W 1914 roku obraz kupił Ermitaż za 150 tys. rubli.

## Tematyka obrazu
Obraz przedstawia Dziewicę Maryję, wręczającą Dzieciątku kwiat. Mały Jezus jest zainteresowany przedmiotem, skupia się całkowicie na jego złapaniu. Obraz wyraźnie różni się od Madonny z goździkiem. Wyróżnia się również od przedstawień postaci Madonny przez innych malarzy. Obraz jest ukazany w ciemniejszej kolorystyce, postacie są oświetlone subtelnym światłem. Fryzura Maryi jest zadbana, jej włosy są zaplecione w warkocz, ma okrągłą głowę, wysokie czoło i dziecinne policzki. Oblicze Maryi jest ożywione uśmiechem, wyrażające niewysłowioną miłością do Dzieciątka. Dzieciątko jest skupione i zamyślone, przypatruje się kwiatowi, którego płatki układają się w kształt krzyża. Dzieciątko jest umięśnione, jego twarz jest pucołowata. Kwiat w centrum obrazu uchodzi za jaśmin (symbol miłości Bożej), ale zdaniem Alessandra Vezzosiego może to być rokietta lub nasturcja, symbolizujące mękę na krzyżu. W źródłach pojawia się również informacja, że kwiatem tym jest passiflora. W głębi obrazu znajduje się gotyckie okno, nie ukazujące żadnego widoku.

## Technika
Jest to jeden z pierwszych obrazów Leonarda, na którym zastosował technikę chiaroscuro. Poprzez użycie czterech pigmentów zmienił jasność poszczególnych elementów obrazu. Podczas prac nad obrazem Leonardo rozpoczął studia anatomiczne. W wyniku studiów udało się realistycznie przedstawić Dzieciątko. Obraz stracił swoją wyrazistość za sprawą renowacji i przeniesienia obrazu z deski na płótno. 

## Reinterpretacje obrazu
Rafael Santi dokonał reinterpretacji obrazu, malując w latach 1506–1507 Madonnę z goździkiem. Swoje wersje Madonny z goździkiem namalowali również Lorenzo di Credi i Filippino Lippi. Na kopiach ukazano słabe zarysy obrazu.